# George Douglas (1er comte de Dumbarton)
George Douglas, comte de Dumbarton et lord d'Ettrick (1635 - 20 mars 1692) est un militaire écossais, qui passe une grande partie de sa carrière au service de Louis XIV. En 1678, il retourne en Angleterre ; en tant que catholique, il est un serviteur de confiance de Jacques II et s'exile avec lui après la Glorieuse Révolution de 1688. Il meurt au palais de Saint-Germain-en-Laye en mars 1692.

## Biographie
George Douglas, plus tard comte de Dumbarton, est né en 1635, probablement au château de Douglas dans le Lanarkshire, l'un des 13 enfants du marquis de Douglas (vers 1589-1660) et de sa seconde épouse, Mary Gordon (vers 1600-1674). Son frère aîné est William Hamilton (duc de Hamilton), tandis que les demi-frères du premier mariage du marquis sont James Douglas et Archibald Douglas, comte d'Angus.
Dans les années 1630, la grande majorité des Écossais appartiennent à l'Église protestante d'Écosse ou Kirk; Le catholicisme est confiné à certaines parties de l'aristocratie, telles que le marquis et Lady Mary, et aux régions éloignées de langue gaélique des Highlands. Le gouvernement covenantaire qui gouverne l'Écosse pendant les guerres des Trois Royaumes de 1638 à 1651 ordonne que les enfants Douglas soient élevés comme protestants. Pour échapper à cela, George est envoyé en France et il apparaît d'abord dans un sauf-conduit daté de 1647 lui donnant l'autorisation de le faire.
George et la plupart de sa famille immédiate restent catholiques, mais son demi-frère, le comte d'Angus, devient protestant. Son frère aîné William fait de même pour épouser la riche et presbytérienne Anne Hamilton.
Il épouse Anne, fille de George Wheatley et sœur du duc de Northumberland. Ils ont un fils survivant, George Douglas, 2e comte de Dumbarton (1687-1749).

## Carrière

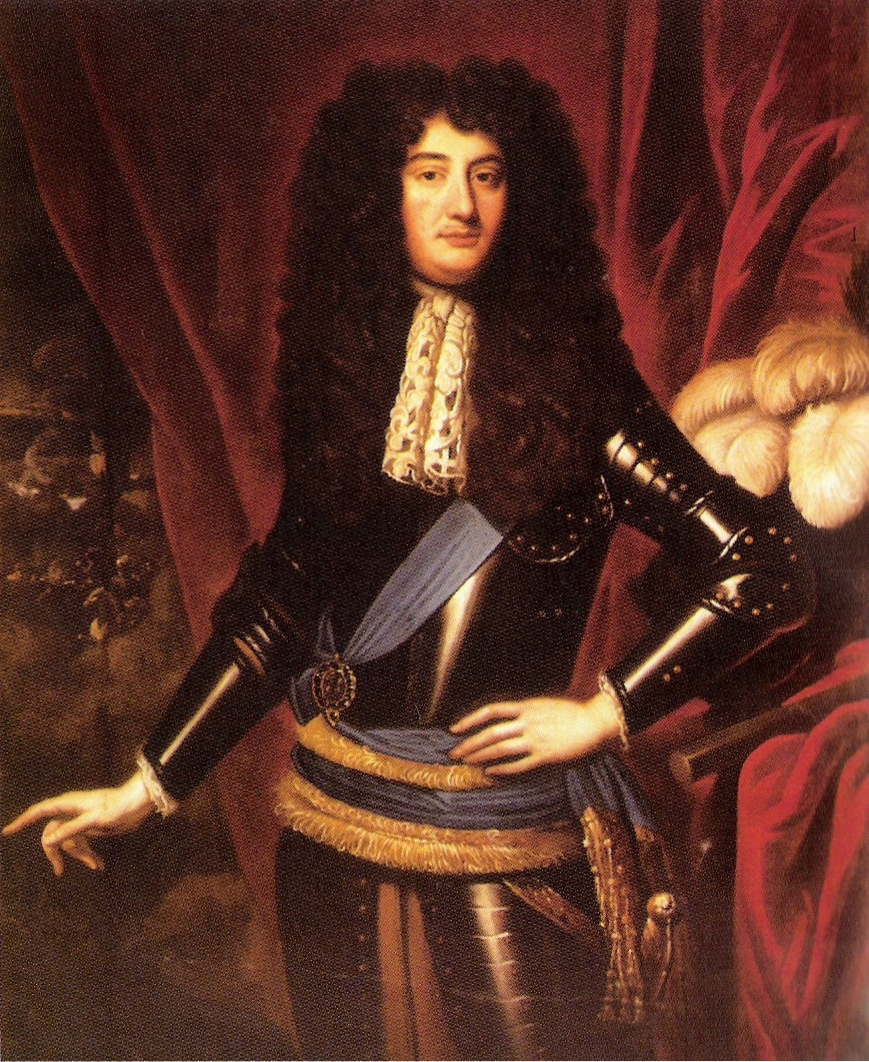
William Douglas, duc de Hamilton (1634-1694) ; Le frère aîné de Dumbarton

Pendant l'interrègne de 1649-1660 qui suit l'exécution de Charles Ier en janvier 1649, de nombreux royalistes vivent en exil et rejoignent des unités du service extérieur, comme la brigade écossaise néerlandaise. De telles formations sont communes à toutes les armées, avec des loyautés souvent fondées sur la religion ou les relations personnelles. Le maréchal Turenne (1611-1675), considéré comme le plus grand général de son temps, est un protestant français qui sert dans l'armée hollandaise de 1625 à 1635.

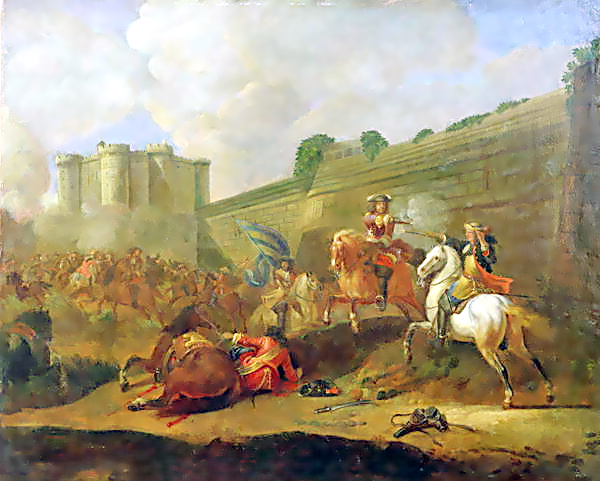
Bataille du faubourg Saint-Antoine, 1652 ; Le régiment de Dumbarton faisait partie de l'armée royale qui a remporté cette victoire

Le régiment de Douglas est l'une de ces unités; formé en 1633 et recruté en Écosse, il sert depuis lors dans l'armée française. À cette époque, les régiments sont la propriété personnelle de leur colonel et de précieux actifs financiers. En 1645, la propriété passe au comte d'Angus, qui reste en Écosse et attribue la place de colonel à Dumbarton en 1653.
La politique complexe de cette période fait que des individus comme Dumbarton ont besoin de compétences politiques et militaires ; pendant la Fronde de 1648-1653 ou la guerre civile en France, en tant qu'unité étrangère et catholique, son régiment est l'un des rares sur lesquels le jeune Louis XIV peut compter. Cependant, dans les dernières étapes de la guerre franco-espagnole de 1635-1659, la France s'allie au Commonwealth anglais contre l'Espagne. De nombreux royalistes exilés en France, dont le futur Jacques II, changent désormais de camp et le régiment est affecté à une garnison pour empêcher sa défection.
En 1660, Charles II est rétabli en tant que roi d'Écosse et d'Angleterre, ce qui conduit à une tentative de coup d'État en janvier 1661 par des radicaux puritains. Les troupes de Dumbarton sont envoyées en Angleterre mais la révolte est rapidement écrasée et elles retournent en France, le Parlement Cavalier refusant de financer les remplacements de la New Model Army dissoute ; ce qui est un problème tout au long du règne de Charles.
Dumbarton reste en France jusqu'en 1678, à l'exception d'une courte période au cours de la deuxième guerre anglo-néerlandaise de 1664-67 lorsque son unité est basée au chantier naval de Chatham. Le chroniqueur Samuel Pepys le rencontre à Rochester et enregistre que « Ici dans les rues, j'ai entendu la marche écossaise battre par les tambours devant les soldats, ce qui est très étrange. » En 1667, le régiment est accusé de pillage après le raid sur la Medway et refoulé en France ; en attendant le transport, plus de 700 des 1 500 hommes désertent . En octobre 1669, Dumbarton est si grièvement blessé dans un duel que sa mort est rapportée dans les journaux.
En vertu du traité de Douvres de 1670, l'Angleterre conclut une alliance avec la France contre la République néerlandaise, prévoyant notamment la fourniture de 6 000 soldats à l'armée française. Il contient également des dispositions secrètes qui n'ont été révélées qu'en 1771, notamment le paiement à Charles de 230 000 £ par an pour ces troupes. La Brigade combat principalement en Rhénanie, pour éviter d'éventuels affrontements avec les Anglais et les Écossais servant avec les Hollandais, une grande partie est fournie par Dumbarton, dont le régiment est porté à 33 compagnies ou 3 432 hommes.
Cependant, l'alliance avec la France catholique est profondément impopulaire et l'Angleterre se retire de la guerre après le traité de Westminster de 1674. Soucieux de conserver ses subsides français, Charles encourage Dumbarton et d'autres membres de la Brigade à rester au service français pendant la guerre franco-néerlandaise de 1672-1678. Charles le crée comte de Dumbarton et lord d'Ettrick en 1675, mais aucun des deux titres n'est donné avec des domaines et Dumbarton se plaint qu'ils lui coûtent simplement de grosses sommes d'argent; en 1677, Louis XIV le nomme maréchal de camp ou lieutenant général de l'armée française.

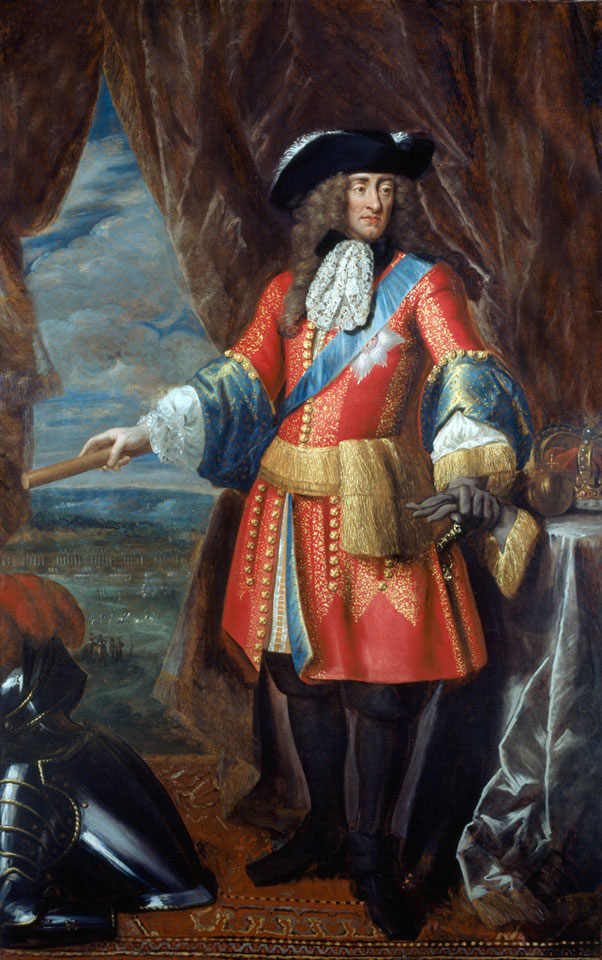
Jacques II, vers 1685 en tant que chef de l'armée, portant un manteau d'état d'officier général

En 1678, les inquiétudes concernant le catholique James succédant à Charles aboutissent au complot papiste, dans lequel plus de 100 personnes sont faussement accusées de complot pour assassiner Charles; 22 sont exécutés et cela est suivi par la crise d'exclusion de 1678-1681. Dans le même temps, la fin de la guerre franco-néerlandaise entraîne la libération du régiment de Dumbarton de l'armée française en juin 1678 ; en janvier 1679, il est réformé et inscrit sur l'establishment militaire anglais sous le nom de « First Foot ». Il s'agit d'une réponse temporaire au climat politique instable et pour réduire le contrôle parlementaire, le régiment est envoyé en Irlande en 1680, dont une partie rejoint également la garnison de Tanger.
En tant que militaire professionnel catholique et serviteur de longue date de Louis XIV, Dumbarton est considéré avec une grande méfiance par les Whigs. Il demande à Charles une indemnisation pour les pertes financières résultant du Test Act de 1678, qui lui interdit d'être colonel de son régiment. En réalité, rien ne change ; le régiment est appelé « anciennement Dumbarton », mais le poste de colonel n'est pas rempli et il est rétabli en tant que colonel en 1685.
Faute d'une armée permanente, des unités de mercenaires comme les Dumbartons sont un moyen de créer un pool de professionnels anglais et écossais formés, la plus importante d'entre elles est la Dutch Scots Brigade, un mélange de régiments anglais et écossais au service de Guillaume d'Orange. Alors que Charles contrôle théoriquement la nomination des officiers, en réalité cela nécessite des négociations et les tentatives de nommer Dumbarton comme commandant de brigade en 1680 sont rejetées par William.
James est envoyé à Édimbourg en 1681 en tant que Lord Haut Commissaire au Parlement d'Écosse ; au cours des deux années suivantes, il crée un Scottish Court Party, un mélange de catholiques comme le comte de Melfort et de Dumbarton, ainsi que de protestants de soutien comme son frère, le duc de Hamilton. En août 1681, le Parlement écossais adopte le Succession Act, qui confirme le droit divin des rois, les droits de l'héritier naturel « indépendamment de la religion », le devoir de tous de prêter allégeance à ce roi et l'indépendance de la Couronne écossaise. Cependant, la tolérance pour le catholicisme personnel ne s'étend pas au catholicisme en général ; le Scottish Test Act de 1681 exige également que tous les fonctionnaires et députés jurent fidélité inconditionnelle au roi, mais avec le qualificatif crucial qu'ils « promettent de défendre la vraie religion protestante ».
En 1683, des rumeurs se répandent selon lesquelles Dumbarton est sur le point de remplacer le protestant Tam Dalyell en tant que commandant en chef en Écosse, ce qui peut expliquer pourquoi on lui demande de diriger une mission diplomatique en France en juillet. En 1684, Charles lui verse 1 500 £ en compensation des pertes subies du fait de son catholicisme.
Jacques II devient roi en février 1685 et en juin, Dumbarton aide à réprimer la révolte d'Argyll. Il sert brièvement comme commandant en chef en Écosse, mais est remplacé en octobre par le presbytérien William Drummond (1er vicomte Strathallan) (en). Cependant, en échange de son soutien, il reçoit les domaines confisqués d'Andrew Fletcher de Saltoun ; en 1687, il est membre fondateur de l'ordre du Chardon, avec son neveu le comte d'Arran.
Après la destitution de Jacques II lors de la Glorieuse Révolution de novembre 1688, Dumbarton l'accompagne en exil en France et meurt à Saint-Germain-en-Laye en mars 1692 ; il est enterré à l'abbaye de Saint-Germain-des-Prés, parmi d'autres membres de sa famille.

## Sources
- Balfour, Paul; La pairie écossaise, volume III ;
- Canon, Richard ; Enregistrement historique du premier ou du régiment royal d'infanterie : contenant un compte rendu de l'origine du régiment sous le règne du roi Jacques VI des services ultérieurs jusqu'en 1846 ; (éd. 2016 );
- Childs, John; Le Général Percy Kirke et la dernière armée des Stuart ; (Bloomsbury Academic, 2014);
- Dalton, Charles ; L'Armée écossaise 1661-1688 ; (Eyre & Spottiswoode, 1909) ;
- Davenport, Françoise ; Traités européens portant sur l'histoire des États-Unis et de ses dépendances ; (1917)
- Glozier, Matthieu ; Soldats écossais en France sous le règne du Roi-Soleil : pépinière des hommes d'honneur ; (Brill, 2004) ;
- Harris, Tim ; Scott [anciennement Crofts], James, duc de Monmouth et premier duc de Buccleuch (1649-1685); (Oxford DNB);
- Harris, Tim, Taylor, Stephen, rédacteurs ; La Crise finale de la monarchie Stuart ; (Boydell et Brewer, 2015);
- Jackson, Claire ; Restauration de l'Écosse, 1660-1690 : politique, religion et idées royalistes ; (Boydell Press, 2003);
- Lynn, John ; Les Guerres de Louis XIV, 1667-1714 (guerres modernes en perspective) ; (Longman, 1996);